# 薛尚实
薛尚实（1902年—1977年10月16日），原名梁华昌，曾用名梁化昌、梁化仓、杨良、罗根、孔尚士、孔志诚等。广东梅县人。 同济大学第十八任党委书记兼校长。

## 生平
1921年入梅县美国教会办的广益中学读书。后转入当地自办的学艺中学读书。
1926年秋赴上海大学读书。1927年参加上海工人第三次武装起义、广州起义。1928年2月由刘啸甫介绍入党。 在上海店员总工会属下的纸烟业工会编印小报，从事工人运动。1928年底任中共江苏省委秘书处文书科秘书、1930年冬调到浦东烟厂开展工作。1931年10月任中共上海烟业总工会「烟总」党团书记。1932年秋改任中共上海纱厂总工会 "纱总"党团书记，1932年冬调到市政总工会。1933年初担任中共上海市工会联合会党团书记。1933年10月调天津任全国总工会华北办事处主任、党团书记，受中共北方局领导。1935年夏任中共中央北方局职工运动委员会书记。先后组织了唐山市工联会发动开滦煤矿工人同盟罢工，唐山启新洋灰磁厂、黄仓丰和天津市北洋纱厂、码头、六合沟煤矿不同形式的斗争。并发起北方铁路工会筹备会。 
1936年6月发生了「六一事變」，两广地方当局宣布“反蒋抗日”。北方局书记刘少奇派遣薛尚实去香港，任华南抗日救国会组织部部长。1936年9月组织成立中共南方临时工作委员会（「南临委」），任书记。主持成立中共西江工作委员会、中共广西省委工作委员会、中共香港工作委员会、中共韩江工作委员会、中共大埔县委、中共广州市委、中共香港海员工作委员会，恢复对琼崖特委的指导。同时领导开展华南地区群众性抗日救亡运动，并协助张云逸、廖承志、云广英等进行上层抗日统战工作。1937年9月中共中央从延安派张文彬到广东组建中共南方工作委员会，薛尚实改任组织部部长，负责审查各地党员，并加强与东南亚共产党的联络。1938年4月中共南方工作委员会改为中共广东省委，省委书记为张文彬，薛任省委组织部长、宣传部长饶彰风、军委书记尹林平、职工部长梁广、妇女部长张越霞、青年部长麦蒲费。属长江局领导。辖中共香港市委、中共香港海员工作委员会、广州市委、琼崖特委、潮汕中心县委、梅县中心县委、东 莞县委、中山县委、南顺工委等。
1938年6月，薛尚实调离广东，先在长江高干训练班学习，后调中共福建省委组织部长。1939年春，调中共浙江省委，出任组织部长；1940年夏至1941年12月，在苏中各县任抗敌总会主席。1942年春至1946年初，在苏北任阜东县委书记，盐阜地委宣传部长、城市工作部长。1946年春，任中共中央华中局宣传部长、北线后勤司令部宣传部长。1947年夏，任胶东区党委宣传部长兼秘书长。1949年6月至1952年底，任中共青岛市委副书记、书记等职。1953年11月至1959年4月，任中共上海市委委员、同济大学党委书记兼校长，上海市教育工会主席等。1957年被错划为右派，开除党籍、降职处分，调到上海历史研究所工作。1971年退休。1978年12月27日中共上海市委平反昭雪，恢复名誉。